# Cantón de Rives
El cantón de Rives era una división administrativa francesa, que estaba situada en el departamento de Isère y la región de Ródano-Alpes.

## Composición
El cantón estaba formado por doce comunas:
- Beaucroissant
- Charnècles
- Izeaux
- La Murette
- Moirans
- Réaumont
- Renage
- Rives
- Saint-Blaise-du-Buis
- Saint-Cassien
- Saint-Jean-de-Moirans
- Vourey

## Supresión del cantón de Rives
En aplicación del Decreto n.º 2014-180 de 18 de febrero de 2014, el cantón de Rives fue suprimido el 22 de marzo de 2015 y sus 12 comunas pasaron a formar parte; nueve del nuevo cantón de Tullins, dos del nuevo cantón de Voiron y una del nuevo cantón de Le Grand-Lemps.